# Holcim
Holcim Ltd (anciennement Holderbank ou Holderbank Financiere Glaris Ltd.) est un cimentier, entreprise familiale (famille Schmidheiny) devenue multinationale au cours du XXe siècle et qui compte parmi les plus grands producteurs mondiaux de ciment. Son siège principal est en Suisse, à Zurich. Il est domicilié à Jona et son siège se trouve à Zoug, en Suisse.
En 2015, Holcim fusionne avec le no 1 mondial du secteur, le groupe français Lafarge dont le nouvel ensemble prend le nom temporairement de LafargeHolcim, avant de reprendre le nom d'Holcim en 2021. Le 1er août 2015, Holcim France s'est séparé du nouveau géant LafargeHolcim pour entrer dans le groupe CRH. Holcim France a été rebaptisé brièvement Orsima puis EQIOM (marque nationale, mais qui a aussi intégré le Luxembourg) en novembre 2015, après que le groupe CRH ait racheté les activités industrielles d'Holcim. Gérard Letellier, alors patron d'Holcim France, est devenu PDG d'EQIOM.

## Historique
Holcim est fondée en 1912 sous le nom de « Financière Glaris » dans le village de Holderbank du canton d'Argovie, à partir de la fusion en 1904 de la « Fabrique argovienne de ciment Portland » (société créée 10 ans plus tôt le 15 février 1902 à Holderbank par Adolf Gygi) avec la « Rheintalischen Cementfabrik Rüthi », détenue par Ernst Schmidheiny.

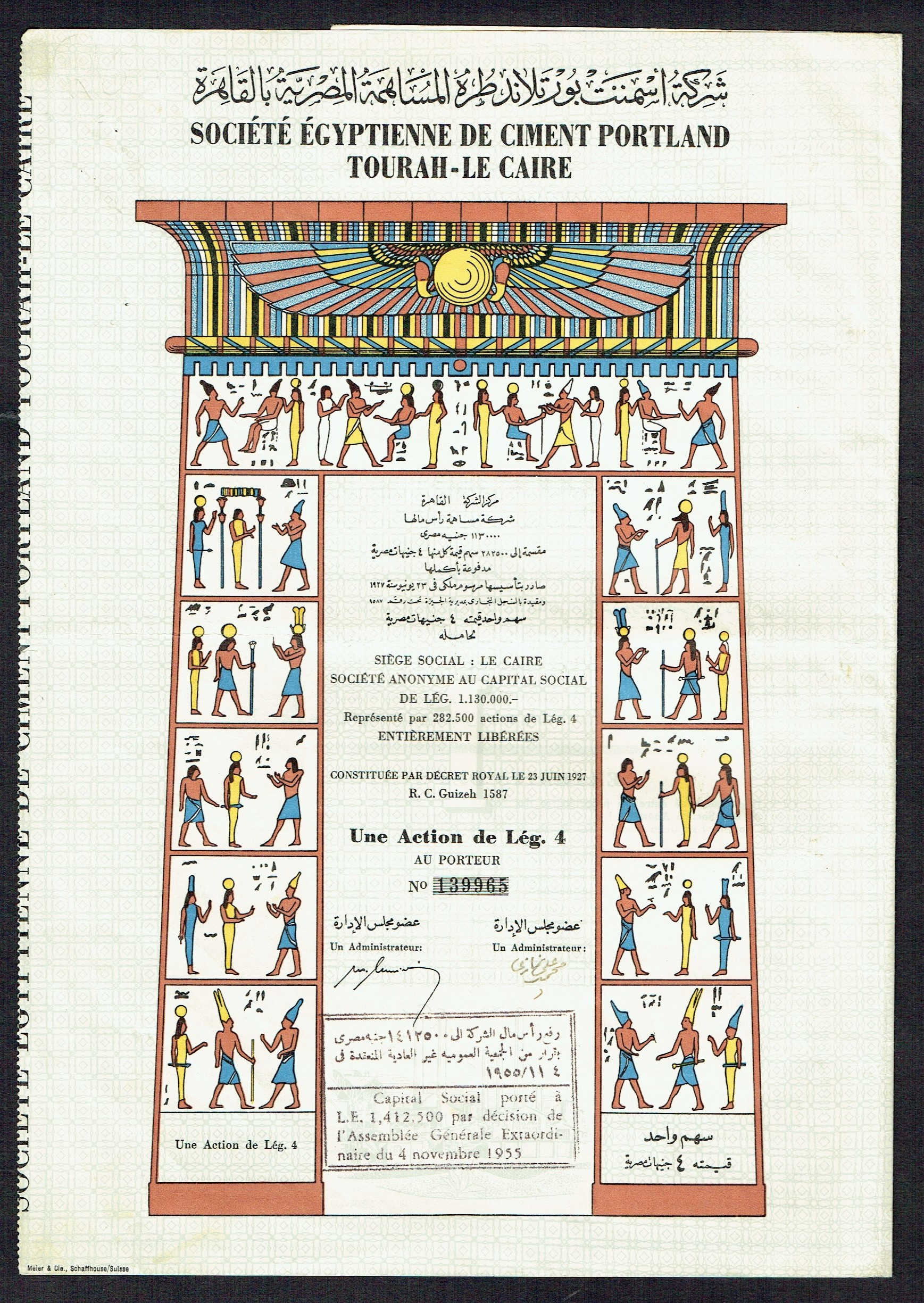
Action de la Soc. Égyptienne de Ciment Portland Tourah-Le Caire, en date du 23 juin 1927.

Très vite, E. Schmidheiny, qui dirige la Financière Glaris, prend conscience que le marché intérieur suisse n'offre pas de grandes opportunités d'expansion pour l'entreprise. Après l’armistice qui clôt la Première Guerre mondiale fin 1918, les besoins en ciment explosent en Europe et au début des années 1920 ; la société commence à investir dans l'industrie cimentière d'autres pays européens. Cette tendance se poursuit hors d'Europe avec des investissements en Égypte, au Liban depuis 1929 et en Afrique du Sud.
En 1930, E. Schmidheiny rebaptise son entreprise en Holderbank, nom qui sera conservé jusqu'en 2001. La Holderbank comprend la holding « Holderbank Financière Glaris » (HOFI) et la Société cimentière suisse « Schweizerische Cement-Industrie Gesellschaft » (SCI) basée à Ennenda. Ernst Schmidheiny meurt et lègue son patrimoine industriel à ses deux fils, Ernst junior et Max, qui vont poursuivre l'expansion industrielle et financière du groupe avec le soutien d'Hans Gygi (fils d’Adolf Gygi) puis de Thomas Schmidheiny (3e génération).

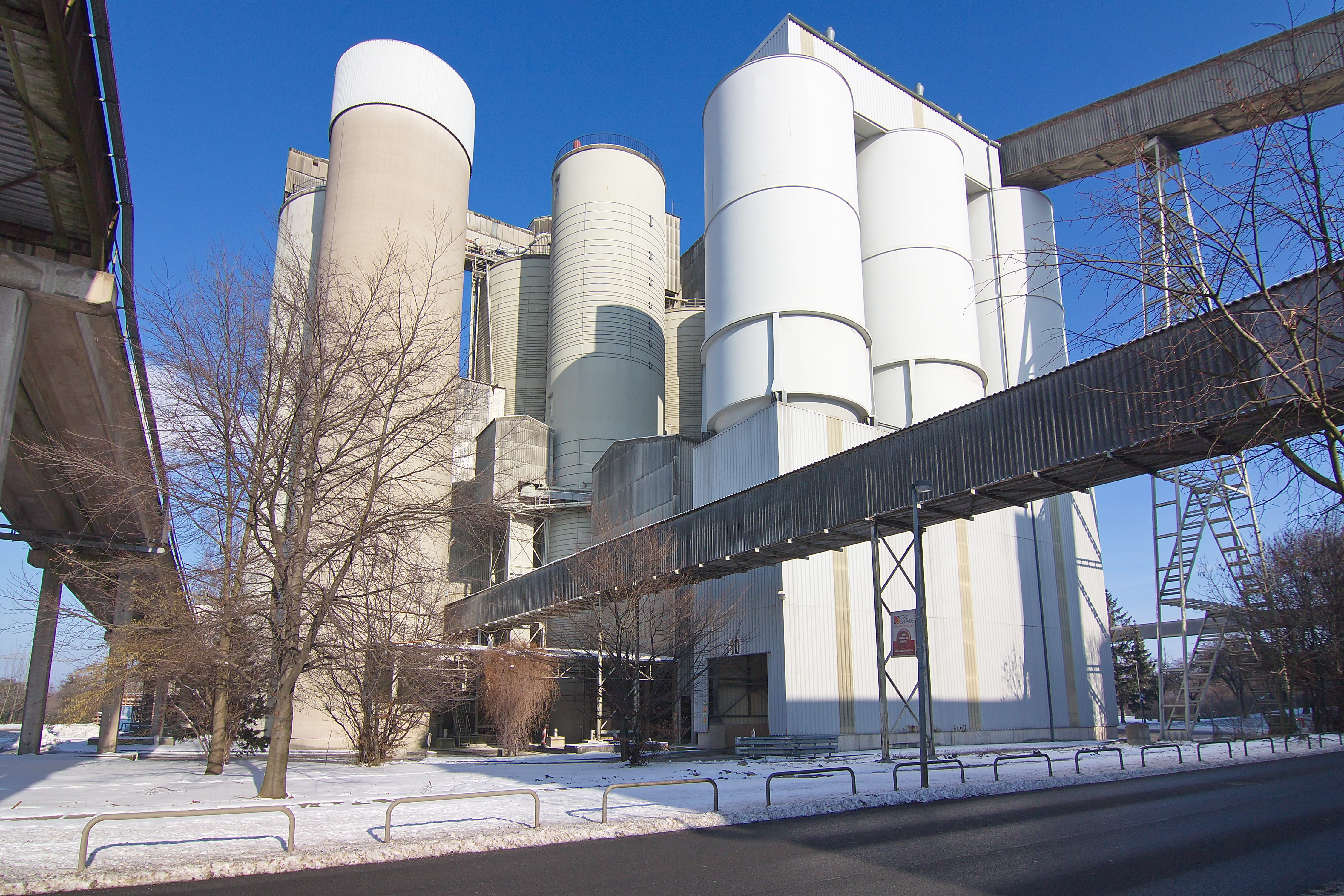
Une partie de l’une des usines allemandes d’Holcim.

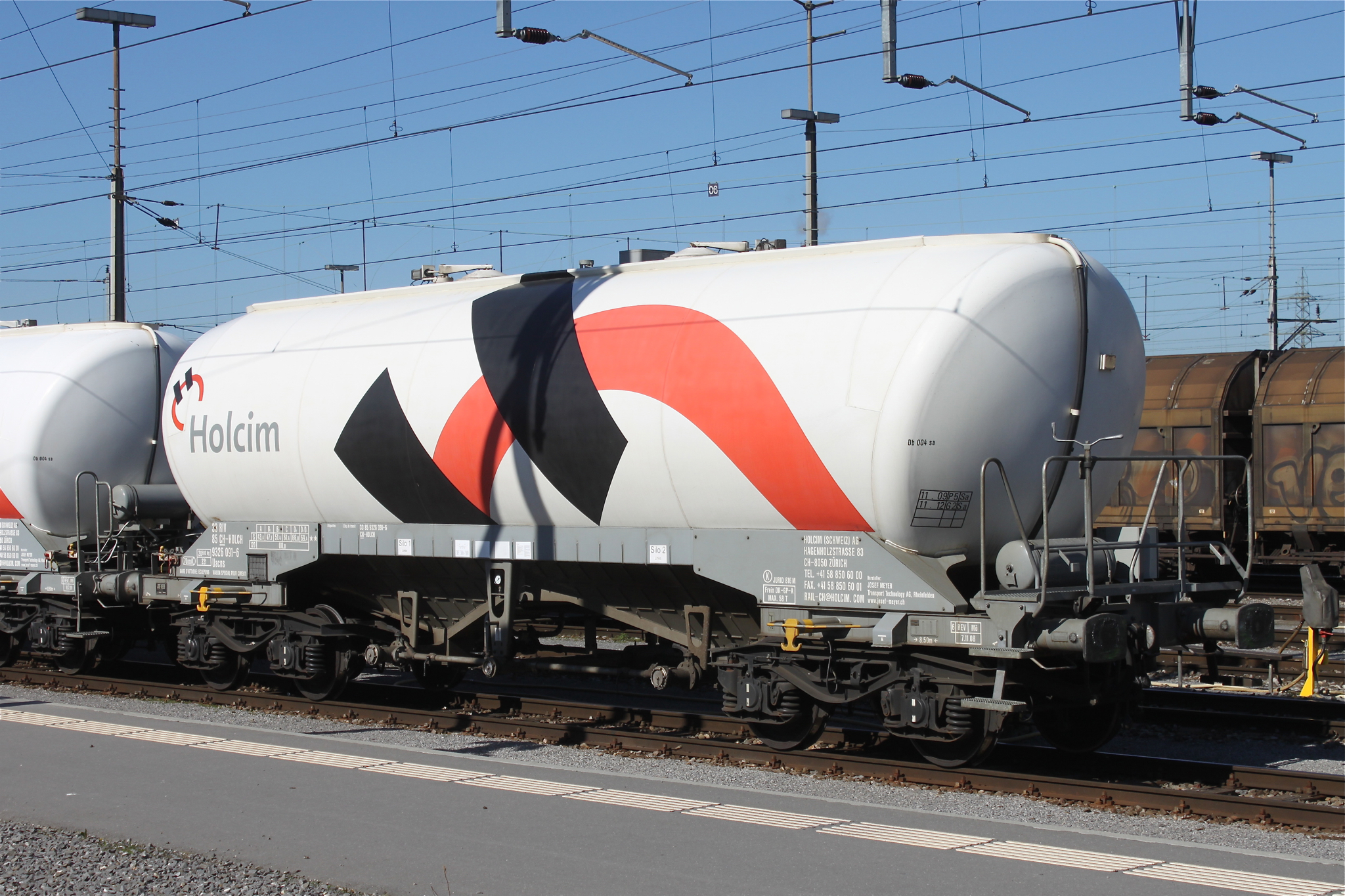
Wagon Holcim.

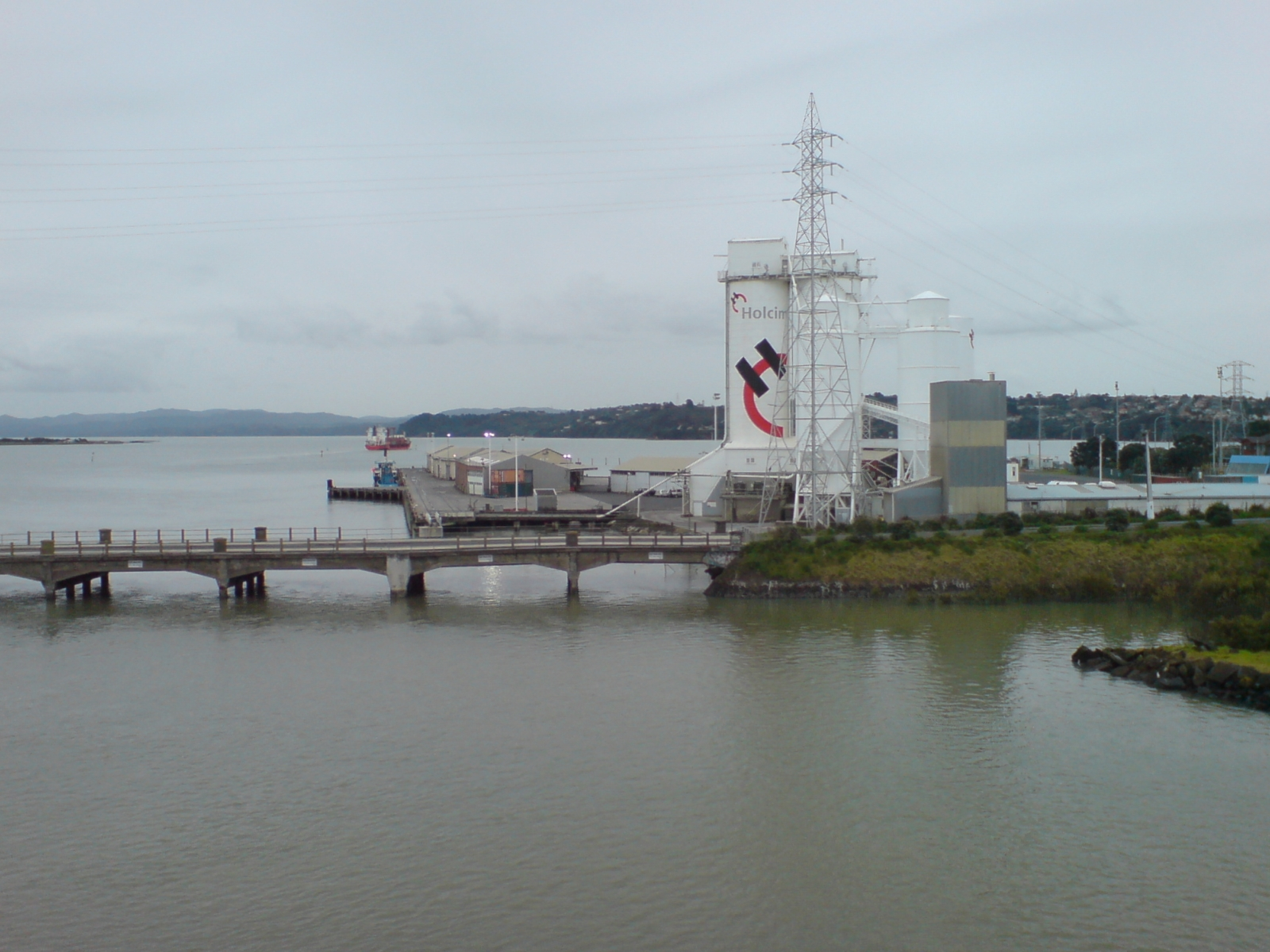
Silos et autres installations du port d'Onehunga près d'Auckland en Nouvelle-Zélande.

Selon B Ruers, ancien sénateur néerlandais et cofondateur du « Dutch Asbestos Committee and Solicitor », le groupe fait partie des entreprises qu'il considère comme ayant monté (d'abord en Suisse puis à échelle internationale) un cartel du ciment puis, avec notamment des membres de la famille belge Emsens et l'industriel français Guillaume Cuvelier un « Cartel international de l'amiante » (amiante-ciment en l'occurrence) qui a conduit à une production d'amiante-ciment (Eternit) par environ 200 usines en Europe au milieu du XXe siècle. Le cimentier suisse Ernst Schmidheiny joue, en 1920 et dans les années qui suivent, un rôle central pour le développement du Groupe Eternit et de la production d'éternit en Europe en créant une usine en Allemagne, puis en fondant en 1929 le groupe ou cartel « International Asbestos cement company » SAIAC (ou SAIAC AG), dont le secrétariat établi en suisse est dirigé par Schmidheiny, lui-même présenté dans le rapport annuel de 1929 de Turner & Newall (producteur d'amiante-ciment et membre de SAIAC) comme une « Société des nations miniature » (the miniature League of Nations).
Dans les années de la seconde après guerre et particulièrement dans les années 1950 et les 1960 l'entreprise développe un réseau de holdings en Amérique du Nord et en Amérique Latine. En 1951, la société s'installe au Canada sous le nom de Ciment St-Laurent ; elle commence ses activités canadiennes en construisant une cimenterie à Beauport, dans la région du Québec.
Dans les années 1970, l'entreprise s'étend vers les marchés émergents de l'Asie-Pacifique. Dans les années 1980, Holcim continue à s'étendre vers de nouveaux marchés, y compris l'Europe de l’Est. Holcim devient alors leader au niveau mondial.
En mai 2001, le groupe Financière Glaris « Holderbank » se rebaptise Holcim. En 2002, Holcim acquiert Ciments d'Obourg en Belgique. En 2007, Holcim compte 90 000 employés et est présente dans plus de 70 pays à travers le monde.
Le 19 août 2008, dans le cadre du plan de nationalisation de l'industrie du ciment du président vénézuélien Hugo Chávez, Holcim conclut un accord de cession de ses filiales vénézuéliennes.

### Fusion avec Lafarge
En avril 2014, le groupe suisse Holcim et le groupe français Lafarge annoncent leur projet de fusion au taux d'une action Holcim pour une action Lafarge. La nouvelle entité sera basée en Suisse. Le 7 juillet 2014, les deux groupes annoncent une liste d’actifs proposés pour désinvestissement afin de permettre la fusion.
En février 2015, Cement Roadstone Holdings (CRH) acquiert les actifs de Lafarge et de Holcim dans le cadre de leur fusion, pour un total de 7,34 milliards de dollars.
En mars 2015, sous la pression des actionnaires d'Holcim, le conseil d'administration d'Holcim envoie un courrier au groupe Lafarge faisant part de nouvelles exigences dans le cadre du projet de fusion entre les deux groupes. Le groupe suisse réclame un relèvement de la parité d'échange en sa faveur (0,875 action Holcim pour une action Lafarge) et un autre président que le français Bruno Lafont pour le nouvel ensemble. Un nouvel accord se met en place pour une nouvelle parité d'échange : 9 actions Holcim pour 10 actions Lafarge,.
Le deuxième actionnaire du groupe Holcim avec 10 % des actions, le russe Filaret Galtchev, a rejeté le nouveau compromis et trouve les avancées insuffisantes. Par ailleurs des actionnaires individuels se sont réunis et appellent, sur un site internet créé pour l'occasion (Holcimshareholders.ch), à voter contre le projet de fusion qui est présenté à l'assemblée générale du 8 mai 2015,.
Le 10 juillet 2015, la fusion de Lafarge et d'Holcim est effective et comporte trois changements par rapport au projet de fusion entre égaux initial :
- le changement de parité en faveur des actionnaires d'Holcim ;
- le renoncement du PDG français de Lafarge, Bruno Lafont, à un poste de direction générale au profit d'Eric Olsen, ancien de chez Lafarge ;
- le choix de la Suisse comme siège du nouveau groupe[19],[20].

Le nouvel ensemble prend le nom de LafargeHolcim.
À partir d'août 2015, Holcim France change de nom, d'identité visuelle et d'actionnaires en rejoignant le groupe irlandais Cement Roadstone Holdings qui employait alors environ 76 000 salariés sur 3 300 sites, produisant environ 300 millions de tonnes de matériaux de construction avec 40 % de son bénéfice réalisé dans le secteur résidentiel, 30 % dans le non-résidentiel et 30 % dans les infrastructures, pour devenir EQIOM.

### Histoire récente
En juillet 2016, Eqiom annonce la vente de Lafarge India pour 1,4 milliard de dollars à Nirma (en). LafargeHolcim continue à opérer en Inde à travers ses filiales ACC et Ambuja Cements. En août 2016, LafargeHolcim annonce la vente pour 520 millions d'euros de sa participation de 65 % de ses activités au Viet-Nam à Siam City Cement. Dans le même temps, LafargeHolcim annonce la vente de sa participation de 56 % dans sa filiale Sichuan Shuangma Cement à Tianjin Circle pour environ 500 millions de francs suisses, ainsi que le restant de ses activités en Chine à Huaxin, dans lequel LafargeHolcim détient une participation de 41,8%, pour environ 200 millions de francs suisses. En octobre 2016, il vend sa participation de 54 % dans sa filiale chilienne Cemento Polpaico, au fonds d'investissement Inversiones Caburga Limitada pour 225 millions de dollars. Toutes ces cessions s'inscrivent dans un plan de 5 milliards de francs suisses de cessions d'ici fin 2017.
En mai 2018, LafargeHolcim annonce la fermeture de ses bureaux à Paris et à Zurich, entraînant une suppression d'environ 200 postes. Elle fait suite au démantèlement de l'équipe d'experts basée à Saint-Quentin-Fallavier (38), qui intervenait à la demande des usines du monde entier pour auditer et apporter son expertise en vue de l'amélioration de toutes les fonctions, depuis la géologie jusqu'aux expéditions, en passant par les fours et le reste du process. En Suisse, des postes sont transférés à Holderbank, où la première cimenterie d'Holcim avait ouvert en 1912, et vers le bureau de Zoug. En France, les postes sont transférés du siège historique de Lafarge à Paris, où travaillent 200 à 300 personnes, à Clamart en banlieue parisienne. Le groupe annonce également l’achèvement de la fermeture de ses sièges régionaux de Singapour et Miami, ainsi que la suppression d’un niveau de management.
En novembre 2018, LafargeHolcim a signé un accord avec Semen Indonesia en vue de céder sa participation de 80,6 % dans Holcim Indonesia, pour une valeur d'entreprise de 1,75 milliard de dollars US. En mai 2019, LafargeHolcim annonce la vente de ses activités aux Philippines pour 2,15 milliards de dollars à San Miguel Corporation.
En janvier 2021, LafargeHolcim annonce l'acquisition de la filiale Firestone Building Products de Bridgestone, filiale spécialisée dans les couvertures de toits, pour 3,4 milliards de dollars. Début février 2021, la fermeture de l'usine de ciment de Contes, située à proximité de Nice, est annoncée par la direction. Prévue avant la fin de l'année 2021, la fermeture va avoir un impact sur 65 emplois directs et 300 emplois indirects. Survenue soudainement, cette décision provoque une onde de choc au sein de la communauté locale. Début mai 2021, LafargeHolcim renforce sa présence en Grèce en rachetant des activités de granulat de son concurrent allemand HeidelbergCement, ce qui inclut notamment deux usines de béton situées dans la région d'Athènes.
Durant le courant de l'année 2021, LafargeHolcim décide de se renommer Holcim, entérinant l’absorption de Lafarge. En septembre 2021, Holcim annonce la vente de ses activités au Brésil à Companhia Siderúrgica Nacional pour 1,025 milliard de dollars. En décembre 2021, Holcim annonce l'acquisition de Malarkey Roofing Products, une entreprise américaine de matériaux de toiture pour 1,35 milliard de dollars.
En janvier 2022, la compagnie annonce la finalisation de son acquisition aux États-Unis, de l'entreprise Cowden, un fabricant de béton prêt à l'emploi et de granulats. Cette entreprise est basée dans l'État de Washington. Cowden avait été fondée en 1945, elle possède deux usines de béton et huit de granulats. Elle possède également une flotte de véhicules de transport.
En mai 2022, Adani annonce l'acquisition des activités indiennes de Holcim pour 10,5 milliards de dollars.
En novembre 2022, Holcim acquiert 90 % du capital de la société française Carbocia, l'un des principaux producteurs de carbonates de calcium micronisés, un granulat permettant notamment de décarboner le ciment et le béton.
En janvier 2024, Holcim annonce un projet de scission de ses activités aux États-Unis et au Canada, et envisage l'introduction de ces entités à la Bourse de New York.

## Activité

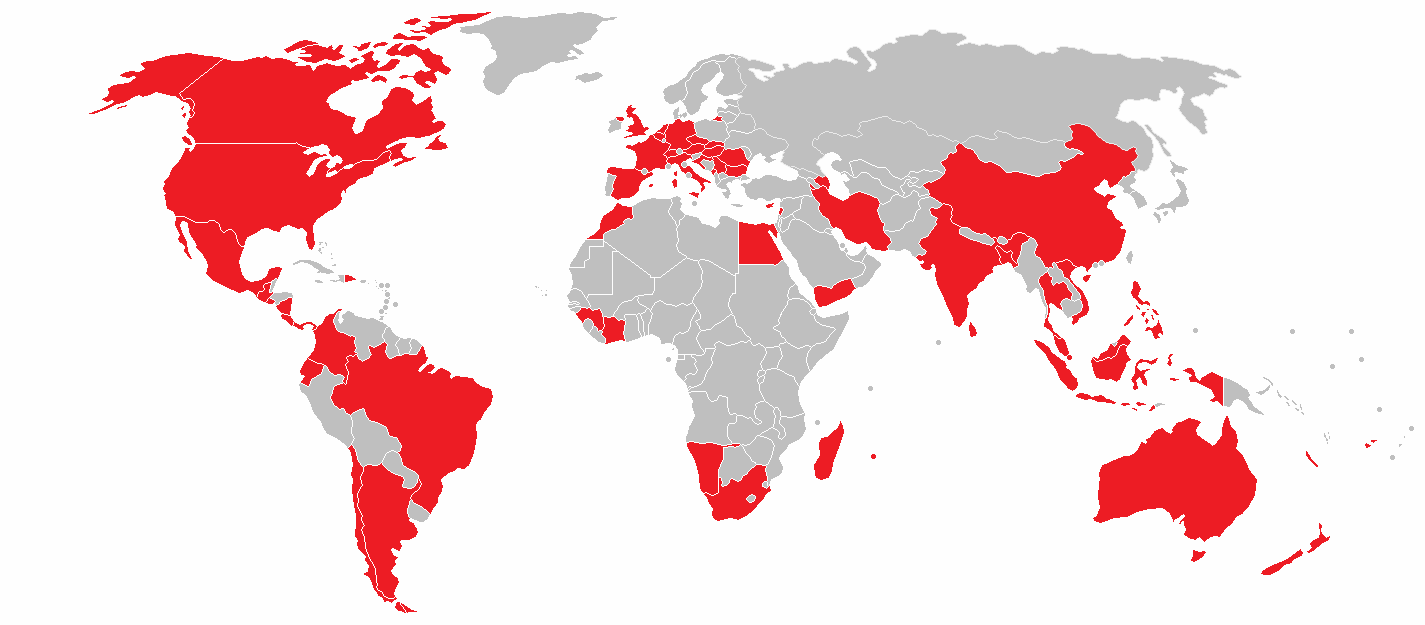
Détail des implantations dans les pays (en rouge) où Holcim détient au moins une cimenterie.

Avec un chiffre d'affaires de 26,1 milliards de francs suisses en 2017, le groupe LafargeHolcim, qui emploie 81 000 personnes, est présent dans près de 80 pays.
Le siège de l’entreprise se trouve en Suisse. Le Centre de Recherche du Groupe est basé à Saint-Quentin-Fallavier, près de Lyon en France.
Le groupe est présent dans environ 80 pays en juin 2018. Il dispose en Europe de 892 sites qui emploient 21 317 personnes, en Asie-Pacifique de 539 sites qui emploient 24 153 personnes, en Afrique de 286 sites qui emploient 12 901 personnes, en Amérique du Nord de 523 sites qui emploient 12 697 personnes, et en Amérique latine de 139 sites qui emploient 9 305 personnes.

### Suisse
Source : Cargo magazine.
- 1 300 employés ;
- Ciment : 2,5 millions de tonnes ;

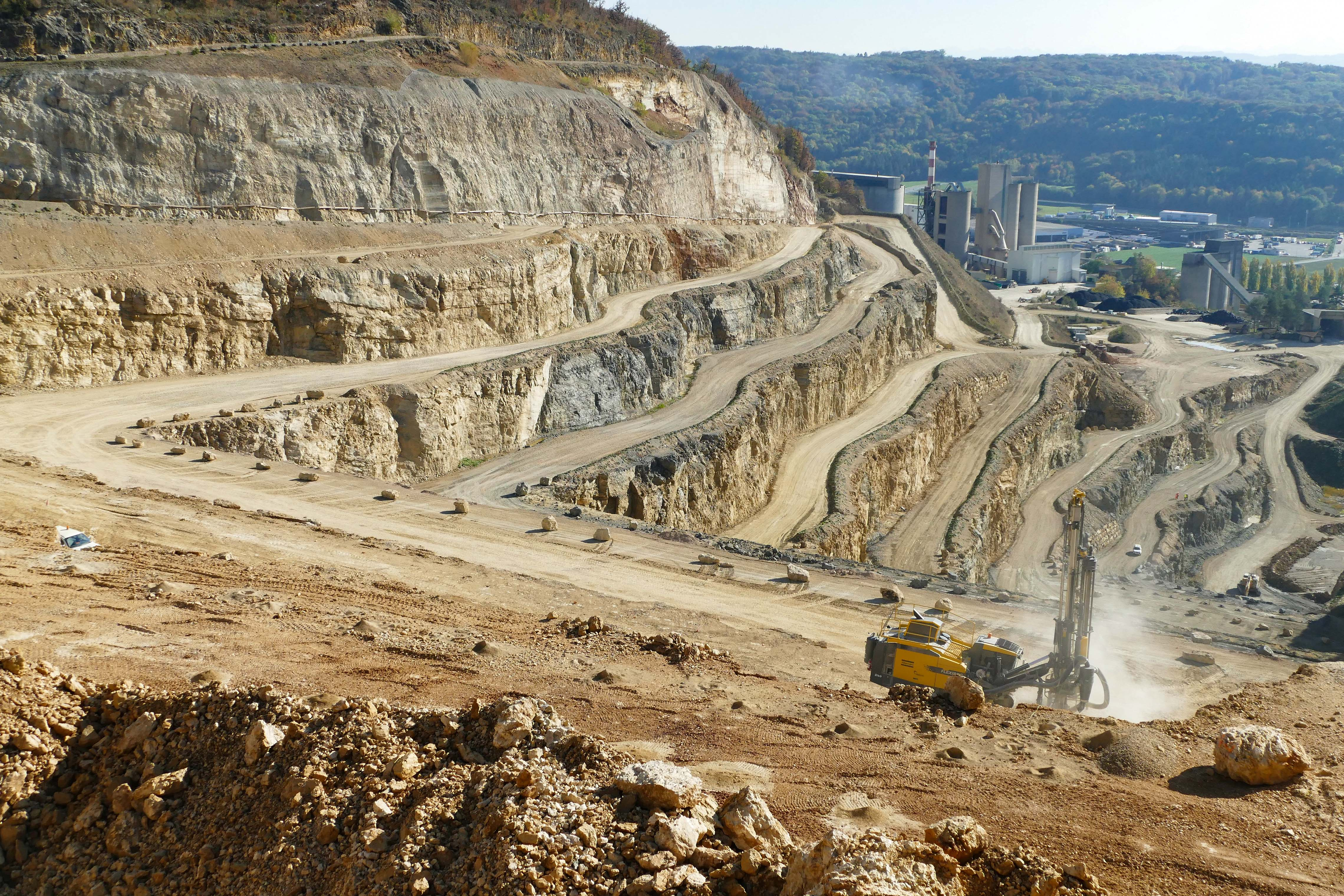
Carrière et fabrique de ciment du groupe Holcim au Mormont (Suisse).

- Gravier, sable et ballast : 6 millions de tonnes ;
- Béton : 1,5 million de m3 ;
- 1 300 000 tonnes de CO2 émises en 2019, ce qui fait d'Holcim le plus gros pollueur de Suisse[44].

## Direction
Le directeur général du groupe est Jan Jenisch depuis septembre 2017. Il succède à Eric Olsen qui, après avoir mené avec succès le projet de la fusion[réf. souhaitée], a annoncé sa démission le 24 avril 2017 sur fond de tensions liées aux implications du groupe Lafarge en Syrie en 2013-2014.
En 2017, Beat Hess a été réélu président du conseil d’administration.
Le 15 octobre 2019, Jan Jenisch a été nommé au conseil d'administration du World Business Council for Sustainable Development (WBCSD).

## Actionnaires
Liste des principaux actionnaires au 20 octobre 2019.
| Groupe Bruxelles Lambert    | 9,29 %  |
| Thomas Schmidheiny          | 8,40 %  |
| Sawiris Nassef (famille)    | 2,99 %  |
| Norges Bank                 | 2,98 %  |
| Harris Associates           | 2,92 %  |
| McKinley Capital Management | 0,10 %  |
| PNC Capital Advisors        | 0,080 % |
| Allegiant Asset Management  | 0,079 % |
| Carlson Capital             | 0,038 % |
| Allianz Global Investors    | 0,036 % |

## Aspects légaux et environnementaux
- En 1992, S. Schmidheiny défend l'idée d'un point de vue spécifique du marché et d'une logique du business concernant la soutenabilité du développement[50] ;
- En 1993 l'EPA (Agence américaine pour la tutelle environnementale) fait payer à Holcim de Holnam Holly Hill (en Caroline du Sud) une amende de 838 850 dollars pour ne pas avoir respecté les limites sur les émissions atmosphériques en Caroline du Sud (l'autorisation était dépassée de 50 %)[51]. Cette même année, au Texas, l'organisme pour la protection de l'atmosphère impose une amende de 135 000 dollars à Holcim de Midlothian pour avoir surpassé de 50 % ces limites[51] ;
- En 1994, l'usine Holcim de Clarksville (Missouri), après avoir brûlé dans ses fours des déchets dangereux (depuis 1986), doit payer 100 874 dollars d'amende pour avoir omis d'analyser certains des déchets introduits dans les fours. De son côté, l'établissement de Florence (Colorado) a pour la troisième fois été recalé aux tests d'émissions polluantes[51] ;
- En 1997 au Texas, Holcim annonce une nouvelle technologie qui se traduira par un air plus propre et se voit accorder un permis de doubler la production, mais sans tenir ses promesses ; selon les autorités locales de régulation environnemental et sanitaires, l'usine n’a pas installé l'équipement promis dans la demande de permis, a fait des changements qui ont aggravé la pollution de l'air, puis a menti dans ses déclarations d'émissions durant neuf ans[51] ;
- En 1999, les inspecteurs fonctionnaires de l'État de Iowa (États-Unis) détectent qu'Holcim a omis de signaler avoir dépassé ses autorisations de rejet dans l'air. Le « Michigan Department of Environmental Quality » donne à l'Holcim de Dundee une amende de 576 500 dollars) pour émissions de 750 % supérieures aux limites consenties[51] ;
- En 2000, S Schmidheiny & B Stigson publient un plaidoyer pour l'éco-efficience qui peut selon eux « créer plus de valeurs avec moins d'impacts »[52] mais cette même année Holcim doit payer une importante amende parce que plusieurs installations (dont un broyeur à charbon) de l’usine de LaPorte (Colorado) polluait deux fois plus que les autorisations d'émissions accordés à cet établissement[51] ;
- En 2002 selon un rapport de la TNRCC (Texas Natural Resource Conservation Commission) Holcim a violé les règlements l’obligeant à déclarer ses émissions, méprise certains des normes les plus élémentaires régissant les émissions de pollution de l'air. Cette même année l’entreprise est accusée de greenwashing par les ONG environnementales quand elle vient plaider pour l'autorégulation volontaire des entreprises par elles-mêmes (idée alors aussi soutenue par l'administration Bush) au Sommet de la Terre de Johannesbourg après que le Suisse Stephan Schmidheiny a au Sommet de la Terre de 1992 à Rio combattu les projets de réglementer les entreprises au profit de l'environnement, dont en fondant le Conseil des entreprises pour le développement durable, une coalition de 160 sociétés internationales comme AOL Time Warner, AT & T, Bayer, BP, Coca Cola et Dow Chemical[51],[53],[54],[55] ;
- En 2003, l’entreprise doit payer une amende de 14,6 millions d'euros pour sa participation à un cartel accusé de maintenir artificiellement les prix du ciment à un haut niveau ;
- En 2005, l'EPA (Environmental Protection Agency) classe Holcim comme un « contrevenant hautement prioritaire » (« high priority violator/significant non-complier »") après que la cimenterie Ada d’Oklahoma ait été condamnée à une amende de 321 000 $ pour avoir violé ses limites de pollution plus de 1 000 fois en une seule année ;
- En 2006 en Inde l’entreprise est poursuivie et mise à l’amende pour avoir omis de se conformer aux réglementations d'acquisition lors de son achat de la compagnie « Associated Cement Company » ;
- En 2008, la justice colombienne fixe une amende de 424 000 $ à Holcim pour entente sur les prix ;
- En 2010 c’est une amende de 280 000 $ que l’entreprise doit payer en Australie pour dynamitage effectué dans une zone du patrimoine national comprenant des témoignages d’art rupestre indigène datant de jusqu'à il y a dix mille ans[56].
- En 2011, Holcim offre un prix de 2 millions de dollars aux lauréats d'un concours (Holcim Awards) qu'il a organisé sur le thème de la construction durable.

Il lui est reproché de fermer yeux sur les stratégies de répression et de criminalisation de son partenaire au Guatemala, Cementos Progreso.

### Environnement
Holcim est accusée de recycler en Roumanie les déchets sales venus de l’étranger, générant une pollution à grande échelle.
Le 1er septembre 2020, Europe 1 diffuse une vidéo montrant un camion toupie de Lafarge déverser dans la Seine depuis le quartier de Bercy à Paris, un mélange liquide contenant des déchets tel que des particules de ciment, de liquides de traitement et des tiges de fibre plastique, provoquant une vague d’indignation. La Mairie de Paris annonçant qu’elle allait porter plainte contre l'entreprise,,.
En 2020, LafargeHolcim est directement visé par la ZAD de la colline du Mormont en Suisse, qui a tenté d'empêcher l'extension d'une carrière de ciment d'Holcim.

## Financement Daech par le groupe Lafarge
Le texte peut changer fréquemment, n’est peut-être pas à jour et peut manquer de recul. 
Le titre et la description de l'acte concerné reposent sur la qualification juridique retenue lors de la rédaction de l'article et peuvent évoluer en même temps que celle-ci.
Comme révélé par le journal Le Monde le 21 juin 2016, le groupe français Lafarge, avant sa fusion avec le groupe Holcim, est suspecté d'avoir financé l'État islamique pendant plus d'un an par le biais de sa branche Lafarge Cement Syria (LCS) et de sa cimenterie acquise en 2007 à Jalabiya, au nord-est de la Syrie, à 90 kilomètres de Raqqa.
L'association française Sherpa dépose une plainte pénale le 15 novembre 2016 contre LafargeHolcim pour les conditions d'activité, en 2013 et 2014, de la cimenterie Lafarge de Jalabiya, en Syrie. Elle mentionne notamment « financement d'entreprise terroriste », « complicité de crimes de guerre » et « complicité pour crimes contre l'Humanité ». On apprend en janvier 2017 que le Ministre de l'économie, Michel Sapin, a déposé une plainte en septembre 2016 contre les activités de Lafarge en Syrie, en se basant sur la Loi relative à la transparence, à la lutte contre la corruption et à la modernisation de la vie économique (plus connue sous son nom abrégé loi Sapin II), sans pour autant rendre clairement public l'objet de la plainte.

En mars 2017, le groupe LafargeHolcim reconnait dans un communiqué de presse que le groupe français Lafarge a employé des moyens inacceptables pour assurer l'activité de la cimenterie Lafarge implantée en Syrie. 

« Rétrospectivement, les mesures prises pour poursuivre les activités de l’usine étaient inacceptables. Les responsables des opérations en Syrie semblent avoir agi d’une façon dont ils pensaient qu’elle était dans le meilleur intérêt de l’entreprise et de ses employés. Néanmoins, l’enquête révèle des erreurs de jugement significatives en contradiction avec le code de conduite alors en vigueur. »

— LafargeHolcim, 
À la suite d'une enquête interne, Eric Olsen, directeur général du groupe LafargeHolcim, DRH puis directeur général adjoint du groupe français Lafarge à l’époque des faits, présente sa démission le 24 avril 2017, officiellement pour apaiser les tensions à propos du sujet syrien : « Ma décision est guidée par la conviction qu’elle contribuera à apaiser les fortes tensions qui sont récemment apparues autour de la question de la Syrie. Bien que je n’ai été en aucune manière impliqué, ni même informé d’actes répréhensibles, je pense que mon départ contribuera à ramener de la sérénité à une société qui a été exposée depuis des mois sur ce sujet. »
Le 20 septembre 2017, Le Monde annonce que l'enquête judiciaire en cours est accablante pour la société Lafarge. Le 14 novembre 2017 une perquisition a lieu au siège parisien du groupe. L'enquête judiciaire aboutit le 1er décembre 2017 à la mise en examen de trois cadres de Lafarge pour « financement d’une entreprise terroriste », « violation du règlement européen » concernant l’embargo sur le pétrole syrien et « mise en danger de la vie d’autrui »,,. Dans le cadre de l’enquête sur la cimenterie de Jalabiya, le 7 décembre 2017 Eric Olsen, DRH puis directeur général adjoint du groupe français Lafarge à l’époque des faits et ex-directeur général de LafargeHolcim, est mis en examen des chefs de financement d’une entreprise terroriste et mise en danger de la vie d’autrui et placé sous contrôle judiciaire (avec un cautionnement). Le lendemain, le 8 décembre, l’ancien PDG de Lafarge Bruno Lafont et son ex-directeur général adjoint opérations Christian Herrault sont mis en examen pour financement d’une entreprise terroriste et mise en danger de la vie d’autrui. Tous deux ont été placés sous contrôle judiciaire avec caution.
Début septembre 2021, la cour de cassation annule la décision de la cour d'appel de Paris qui avait décidé d'annuler la mise en examen de l'entreprise pour "crimes contre l'humanité". De même, la cour de cassation annule la décision de la cour d'appel de mettre en examen l'entreprise pour "mise en danger de la vie d'autrui". Ces deux questions sont renvoyées devant la chambre de l'instruction pour un nouveau verdict.
En février 2024, le parquet national antiterroriste requiert un procès pour financement du terrorisme contre Lafarge et d'ex-dirigeants pour ses activités en Syrie jusque 2014.

## Activité de lobbying
LafargeHolcim est inscrit depuis 2015 au registre de transparence des représentants d'intérêts auprès de la Commission européenne. Il déclare en 2016 pour cette activité 2 collaborateurs à temps plein et des dépenses d'un montant compris entre 100 000 et 200 000 euros. L'entreprise déclare avoir exercé des activités de lobbying pour un montant de 350 000 euros en 2017 auprès de l’État français.
Selon le Center for Responsive Politics, les dépenses de lobbying de LafargeHolcim aux États-Unis s'élèvent à 1 370 000 dollars en 2015.

## Identité visuelle

Ancien logo.
Logo actuel.